# 王言 (主持人)
王言（1990年7月—），四川绵阳江油人，中国传媒大学肄业，中国中央电视台新闻频道主持人、播音员。

## 经历
1990年7月（一说1989年），王言出生在四川省绵阳市江油市。2005年，王言经江油实验学校（原江油中学实验学校）考入江油一中。2008年，王言考入中国传媒大学播音主持艺术学院播音与主持艺术专业。2019年1月，王言取得北京大学艺术学院在职研究生学位。
2012年4月21日，王言在中国中央电视台新闻频道《新闻直播间》出任播音员。9月20日，王言由实习播音员成为正式播音员。
2019年1月，获北京大学艺术学院在职研究生学位。
2023年1月23日，主持CMG中国电视剧年度盛典。
2023年10月27日8时，在《朝聞天下》播報了李克強的死訊。

## 新闻节目
- 《新闻直播间》
- 《朝闻天下》